# Escuts i banderes del Vinalopó Mitjà
Els escuts i banderes del Vinalopó Mitjà són el conjunt de símbols que representen els municipis d'aquesta comarca.
En aquest article s'hi inclouen els escuts i les banderes oficialitzats per la Generalitat Valenciana i els que se van aprovar per l'administració de l'Estat abans de les transferències a la Generalitat Valenciana, així com altres que no han estat oficialitzats.

## Escuts oficials

Escut de l'Alguenya Aprovat el 2 de juny de 1994.
Escut del Fondó de les Neus Aprovat el 29 de juliol de 1987.
Escut del Fondó dels Frares Aprovat el 24 de juny de 1994.
Escut de Montfort Rehabilitat el 22 de juny de 2007.
Escut de la Romana Aprovat el 12 de setembre de 1988.

## Escuts sense oficialitzar

Escut d'Asp
Escut d'Elda
Escut de Monòver
Escut de Novelda
Escut de Petrer
Escut del Pinós

## Banderes sense oficialitzar

Bandera d'Elda
Bandera de Montfort
Bandera de Novelda
Bandera del Pinós